# Palawani tobzoska
A palawani tobzoska (Manis culionensis) az emlősök (Mammalia) osztályának tobzoskák (Pholidota) rendjébe, ezen belül a tobzoskafélék (Manidae) családjába tartozó faj.

## Rendszertani besorolása
Ezt az állatot korábban a jávai tobzoska (Manis javanica) részeként kezelték, azonban 1998-tól elkülönítették a molekuláris különbségek miatt. Feltételezések szerint a két faj akkor kezdett szétválni, amikor is pleisztocén idején a tengerszint megemelkedett és a szigeteken, valamint a kontinensen élő állományokat elválasztotta egymástól.

## Előfordulása
A palawani tobzoska előfordulási területe amint neve is utal rá, a Fülöp-szigetekhez tartozó Palawan szigetcsoporton van.
Ha nem zaklatják, az élőhelyein gyakorivá válhat, de mivel a húsáért és pikkelyeiért vadásszák és orvvadásszák, az állományai veszélybe kerültek.

## Megjelenése
Ránézésre a jávai tobzoskától a testéhez képest hosszabb farok, a kisebb méretű pikkelyek és a rövidebb fej különbözteti meg. A színezete sötétsárgás-barnás.

## Életmódja
Egyaránt jól érzi magát az erdőkben és a füves pusztákon is. Tápláléka hangyákból és termeszekből áll. Mivel nincs foga a rovarok szétzúzásához kavicsokat kénytelen lenyelni. Habár a talajon is mozoghat, idejének legnagyobb részét a fákon tölti.

## Szaporodása
A szaporodásáról igen keveset tudunk, de valószínűleg hasonló a jávai tobzoskáéra. A palawani tobzoska tavasszal párosodik. A vemhesség körülbelül 18 hétig tart, ennek végén egy kölyök jön világra. Az elválasztás 4 hónap után következik be.

## Fordítás
- Ez a szócikk részben vagy egészben  a   Philippine pangolin című angol Wikipédia-szócikk ezen változatának fordításán alapul.  Az eredeti cikk szerkesztőit annak laptörténete sorolja fel. Ez a jelzés csupán a megfogalmazás eredetét és a szerzői jogokat jelzi, nem szolgál a cikkben szereplő információk forrásmegjelöléseként.